# بيل لارسن
بيل لارسن (بالإنجليزية: Bill Larsen)‏ هو ساحر استعراضي أمريكي، ولد في 8 مايو 1928، وتوفي في 11 فبراير 1993.